# Eagle Rock (Los Angeles)

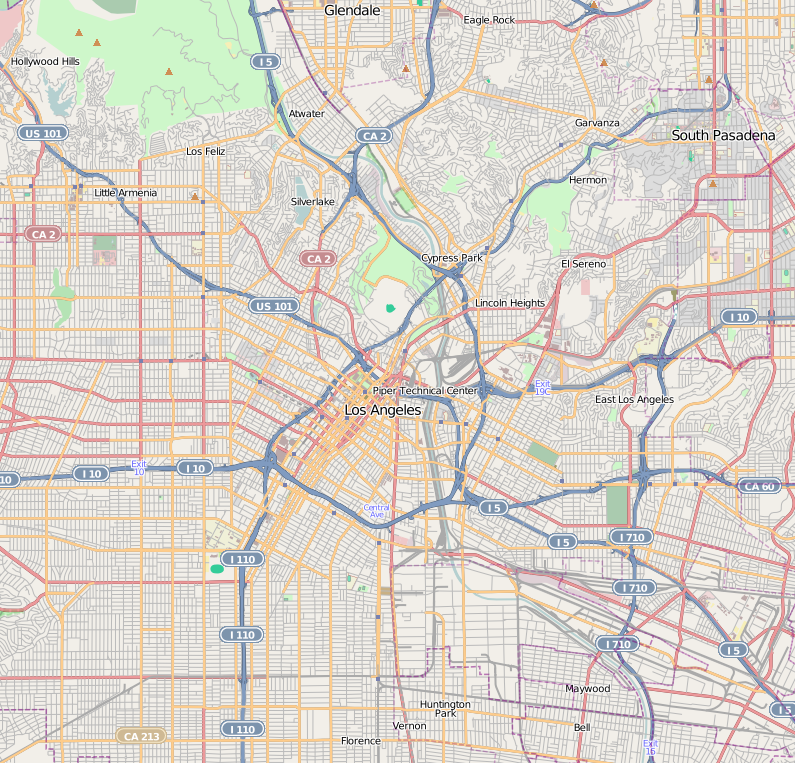
Eagle Rock si trova nella zona nord di Los Angeles

Eagle Rock è un quartiere nordoccidentale nell'East Side di Los Angeles. È stata incorporata come città nel 1911, e l'area è stata annessa alla città di Los Angeles nel 1923.
Il quartiere confina a nord e a ovest con la città di Glendale, a sudest con Highland Park, a sudovest con Glassell Park e a est con Pasadena e South Pasadena.